# Victor Høffding
Paul Victor Høffding (født 5. juni 1836 i København, død 26. juni 1910 sammesteds) var en dansk grosserer.
Han var søn af grosserer Niels Frederik Høffding og Martha Christine Erasmine Gjellerup. Efter endt skolegang kom han i lære i faderens forretning, firmaet N.F. Høffding på Nørregade i København, og senere i udlandet. 
Høffding indtrådte senere som medindehaver i firmaet, og videreførte det, sammen med sin mor, 
efter faderens død i 1873. Han blev eneindehaver i 1887, og i 1898 indtrådte sønnen, Aage Høffding, og firmaets mangeårige medarbejder, Otto Petersen  som medejere.

## Andre hverv
Høffding var medlem af 
1873–97 af Sø- og Handelsretten fra 1873 til 1897, og medlem af 
Grosserersocietetets komité fra 
1897 til 1908. Han var medlem af Nationalbankens repræsentantskab fra 1896 til 1901 og af Privatbankens bankråd fra 1902 til 1908.
Høffding var medstifter af ØK, og medlem af bestyrelsen fra 1897 til 1909.
Høffding var gift med Susanne Elisabeth Kastrup og fik tre børn. Han blev Ridder af Dannebrog i 1899 og Dannebrogsmand i 1904.
Victor Høffding er afbildet på P. S. Krøyers maleri Fra Københavns Børs.